# Rašovice (okres Kutná Hora)
Rašovice (německy Raschowitz) jsou obec v okrese Kutná Hora ve Středočeském kraji. Leží asi patnáct kilometrů jihozápadně od Kutné Hory. Žije v ní 426 obyvatel. Středem obce protéká Mančický potok. Součástí obce jsou i vesnice Jindice, Mančice, Netušil.

## Historie
První písemná zmínka o obci pochází z roku 1316. Na místě sídla Rašovice byly dvě tvrze – Beřice, u bývalého Hradeckého rybníka, a Turyň, v místě nynější obce Netušil. Z žádné tvrze se nedochovaly pozůstatky. V roce 1350 byl postaven kostel Nanebevzetí Panny Marie, který byl v roce 1748 přestavěn do dnešní podoby. Hned vedle se od roku 1784 nachází pozdně barokní zvonice.
V obci Rašovice (přísl. Netušil, Sudějov, 635 obyvatel, katol. kostel) byly v roce 1932 evidovány tyto živnosti a obchody: obchod s dobytkem, družstvo pro rozvod elektrické energie v Rašovicích, 3 hostince, 2 koláři, kovář, pekař, 2 obchody se smíšeným zbožím, 2 trafiky.
V obci Jindice (329 obyvatel, poštovní úřad, samostatná obec se později stala součástí Rašovic) byly v roce 1932 evidovány tyto živnosti a obchody: družstvo pro rozvod elektrické energie v Jindicích, 2 hostince, kolář, kovář, 2 krejčí, mlýn, 3 obuvníci, pekař, 3 obchody se smíšeným zbožím, trafika, spořitelní a záložní spolek pro Jindice, truhlář, 2 velkostatky.

## Obyvatelstvo
| Rok            | 1869  | 1880  | 1890  | 1900  | 1910  | 1921  | 1930  | 1950 | 1961 | 1970 | 1980 | 1991 | 2001 | 2011 | 2021 |
| -------------- | ----- | ----- | ----- | ----- | ----- | ----- | ----- | ---- | ---- | ---- | ---- | ---- | ---- | ---- | ---- |
| Počet obyvatel | 1 332 | 1 370 | 1 341 | 1 285 | 1 190 | 1 182 | 1 017 | 747  | 641  | 487  | 385  | 323  | 312  | 377  | 400  |
| Počet domů     | 196   | 210   | 211   | 208   | 213   | 221   | 223   | 225  | 201  | 176  | 146  | 173  | 225  | 234  | 235  |

## Obecní správa

### Územněsprávní začlenění
Dějiny územněsprávního začleňování zahrnují období od roku 1850 do současnosti. V chronologickém přehledu je uvedena územně administrativní příslušnost obce v roce, kdy ke změně došlo:
- 1850 země česká, kraj Pardubice, politický okres Kolín, soudní okres Uhlířské Janovice[8]
- 1855 země česká, kraj Čáslav, soudní okres Uhlířské Janovice
- 1868 země česká, politický okres Kutná Hora, soudní okres Uhlířské Janovice
- 1939 země česká, Oberlandrat Kolín, politický okres Kutná Hora, soudní okres Uhlířské Janovice[9]
- 1942 země česká, Oberlandrat Praha, politický okres Kutná Hora, soudní okres Uhlířské Janovice[10]
- 1945 země česká, správní okres Kutná Hora, soudní okres Uhlířské Janovice[11]
- 1949 Pražský kraj, okres Kutná Hora[12]
- 1960 Středočeský kraj, okres Kutná Hora
- 2003 Středočeský kraj, obec s rozšířenou působností Kutná Hora

## Doprava
Dopravní síť
- Pozemní komunikace – Do obce vedou silnice III. třídy. Ve vzdálenosti do tří kilometrů lze najet na následující komunikace: silnice II/126 Kutná Hora - Zbraslavice - Zruč nad Sázavou - Trhový Štěpánov, silnice II/335 Sázava - Uhlířské Janovice - Zbraslavice a silnice II/337 Uhlířské Janovice - Malešov - Čáslav - Ronov nad Doubravou.

- Železnice – Železniční trať ani stanice na území obce nejsou. Nejbližší železniční stanicí jsou Uhlířské Janovice ve vzdálenosti tři kilometry ležící na trati 014 z Kolína do Ledečka.

Veřejná doprava 2011
- Autobusová doprava – Z obce jezdily v pracovních dnech autobusové linky do Kácova, Kolína, Uhlířských Janovic a Vlašimi (dopravce ČSAD Benešov), do Kolína a Uhlířských Janovic (dopravce Okresní autobusová doprava Kolín), do Kácova, Kutné Hory, Petrovic, Sázavy a Uhlířských Janovic (dopravce Veolia Transport Východní Čechy). O víkendu byla obec bez dopravní obsluhy.

## Pamětihodnosti
- Kostel Nanebevzetí Panny Marie